# Frans Frieberg
Frans Alfred Frieberg, född 13 december 1822 i Appuna socken i Östergötlands län, död 20 september 1913 i Stockholm, var en svensk kompositör, dirigent och sångtextförfattare. 
Frans Frieberg var son till rusthållaren Gustaf Frieberg och Rebecka Lorin. Han studerade vid Kungliga Musikaliska Akademiens undervisningsverk i Stockholm och avlade där organistexamen 12 december 1840 och musikdirektörsexamen 23 september 1843. Åren 1847–1866 var han musiklärare vid läroverket i Norrköping och 1857–1866 var han klädesfabrikör i samma stad. I Norrköping gifte han sig 25 januari 1859 med Gabriella Charlotta Arnberg (1833–1903). Hon var dotter till klädesfabrikören Johan Adolf Arnberg och Sophia Luth.
1866 blev Frieberg musikdirektör vid Första livgrenadjärregementet i Linköping och ledamot i Kungliga Musikaliska Akademien. Han blev ledamot i Kungliga Musikaliska Akademien 1866. 
Frieberg är främst känd för sina enkelt hållna manskvartetter som Sångarfanan och solosånger, samt operetten Skogsfrun med den populära balladen Ljungby horn.

## Verklista

### Skådespelsmusik
- Skogsfrun, operett, 1852.

### Pianoverk
- Elyséen, vals för pianoforte. Norrköping: F. Björkman, c:a 1850.
- Elfvorna. Idyll för pianoforte, componerad och fru Alfhild Grevillius tillegnad
- Lilla Kjerstin. Namnsdagspolka för piano af Fripon
- Polka, i Snöflingor

### Sånger
- Sånger vid piano, Häfte 1−6. Stockholm: Abr. Hirsch. [1. upplagan tryckt c:a 1853−60].
  - Häfte 1: Fyra sånger högaktningsfullt tillegnade Fru Carolina Stål. 
    - 1. Harmonien ("Hvem är engeln från hvars luta")
    - 2. Hade jag vingar!
    - 3. Aldrig i verlden! ("Nej det aldrig sker i verlden")
    - 4. Sensitivan ("Lilla blomma varför sjunker armen")

  - Häfte 2: Sex sånger Fru Mathilda Wahlberg tillegnade. 
    - 1. Wallflickan (tonsättaren)
    - 2. Stjernorna,
    - 3. Dansen (Anna Maria Lenngren)
    - 4. Natursonen (Vitalis)
    - 5. Könets fyra åldrar (Anna Maria Lenngren)
    - 6. Lyran (Börjesson)

  - Häfte 3: Sånger vid piano. Fyra sånger, tillegnat herr Julius Günther. 
    - 1. Bör jag väl sjunga?,
    - 2. Bäcken,
    - 3. Ljungby horn ur Skogsfrun ("Och riddaren red genom grönskande lund"),
    - 4. Romance ur Skogsfrun ("Der växte på Bråvikens ödsliga skär").

  - Häfte 4: 3 sånger. 
    - 1. Inte ska' du vara ledsen för det,
    - 2. Hvart trår du
    - 3. Till mitt hjertas vän

  - Häfte 5: Sånger vid piano. Tre sånger tillägnade fröken Augusta Hallgren. 
    - 1. Längtan
    - 2. Kommer – kommer icke?
    - 3. Oro

  - Häfte 6: Tre visor vid piano. 
    - 1. Hvi skulle hon dröja? (Ballad)
    - 2. Visa på förstugukvisten
    - 3. Den ensamme sångaren

- Från Östergötlands skärgård. Skizz i sex folkvisor af Onkel Adam [Carl Anton Wetterbergh], Norrköping 1859. M. W. Wallberg, Norrköping 1859. 
  - 1. Hjertats tvifvel
  - 2. De ungas segling
  - 3. Fiskarens hustru
  - 4. Stormen
  - 5. Gossen är karl
  - 6. Farmors visa

- Ögonen (Esaias Tegnér), i: Förgät mig ej. Album för sång vid piano innehållande hittills otryckta arbeten af svenska tonsättare tillegnade Sveriges unga damer. Stockholm c:a 1855.

- Korporal Brandts visor, upptecknade af F. A. Frieberg, Häfte 1. Stockholm: Julius Bagge, 1877. 
  - 1. Soldatmarsch ("För konung och för fosterland till striden glad jag tågar")
  - 2. Jag är en lätt, en lustig husar
  - 3. Regementet ska på Fältmarsch
  - 4. Vid midsommarstången.

### Manskör
- Visor af Elias Sehlstedt satta i musik för fyra mansröster. Stockholm: Abr. Hirsch, c:a 1853. 
  - 1. Sjömanssång ("Gunga mitt fartyg på böljorna blå!")
  - 2. Flickan vid forsen ("Jag vet väl vad du sörjer för")
  - 3. Om hundra år ("Hva sa! Ja nog är tiden svår")
  - 4. Liten fogel ("En liten fågel är jag")

- Fyra quartetter för mansröster, Musikaliska Soirée-Sällskapet i Norrköping högaktningsfullt tillegnade. Norrköping c:a 1850. 
  - 1. Svensk frihetssång ("Söner af Götarnes mandom och ära")
  - 2. Suck på en sommarafton ("Lugn sig natten sänker", "N.bm")
  - 3. Vårsång ("Bröder hur herrligt sången klingar", "–n.")
  - 4. Båtfärden (Potpourrie)